# Valois–Burgundi-ház
A Valois–Burgundi-ház (franciául: Maison de Valois-Bourgogne, hollandul: Huis van Valois-Bourgondië), ismert még mint a fiatalabb Burgundiai-ház, a nemesi francia uralkodócsalád, a Valois-ház egyik oldalága volt. A ház tagjai uralták a Burgundi Hercegséget 1363 és 1482 között, valamint a németalföldi történelmi régió államait is. Nem tévesztendő össze a II. Róbert francia király leszármazottait jelentő idősebb Burgundiai-házzal, bár mindkét ház a Capeting-dinasztiából származott.
A Valois–Burgundi-házra akkortól hivatkozunk, amikor II. János francia király Burgundiát legfiatalabb fiának, Merész Fülöpnek adományozta 1363-ban. A háznak két további oldalága volt, az Antal herceg által alapított rövid életű Burgund–Brabanti ág, valamint a II. Fülöp gróf leszármazottait jelentő Burgund–Nevers-i ág. Előbbi 1430-ban, míg utóbbi a főág 1482-es fiági kihalását túlélve, 1491-ben halt ki, szintén fiú örökös hiányában.

## Leszármazási ág
(A1) II. Fülöp, Burgundia hercege (1342–1404)
∞ Marguerite de Dampierre
(B1) I. János, Burgundia hercege (1371–1419)
∞ Bajorországi Margit
(C1) Katalin hercegnő (1391–1414)
(C2) Mária hercegnő (1393–1463)
∞ I. Adolf klevei herceg
(C3) Margit hercegnő (1393–1442)
∞ Lajos, Guyenne hercege
(C4) III. Fülöp, Burgundia hercege (1396–1467)
∞ Portugáliai Izabella
(D1) Antal herceg (1430–1432)
(D2) József herceg (1432–1432)
(D4) Károly, Burgundia hercege (1433–1477)
∞ Bourbon Izabella
(E1) Mária, Burgundia hercegnője (1457–1482)
∞ I. Miksa német-római császár
(C5) Johanna hercegnő (1399)
(C3) Anna hercegnő (1404–1432)
∞ János, Bedford 1. hercege
(C3) Ágnes hercegnő (1407–1476)
∞ I. Károly, Bourbon hercege
(B2) Károly herceg (1372–1373)
(B3) Margit hercegnő (1374–1441)
∞ II. Vilmos bajor herceg
(B4) Lajos herceg (1377–1378)
(B5) Katalin hercegnő (1378–1425)
∞ IV. Lipót osztrák herceg
(B6) Bonne hercegnő (1379–1399)
(B7) Antal, Brabant hercege (1384–1415) (a Burgund–Brabanti ág megalapítója)
(B8) Mária hercegnő (1386–1422)
∞ VIII. Amadé savoyai herceg
(B9) II. Fülöp, Nevers grófja (1389–1415) (a Burgund–Nevers-i ág megalapítója)

### Oldalágak

#### Burgund–Brabanti ág
(A1) Antal, Brabant hercege (1384–1415)
∞ Jeanne de Luxembourg
(B1) IV. János, Brabant hercege (1403–1427)
∞ Hainaut-i Jacqueline
(B2) I. Fülöp, Brabant hercege (1404–1430)
∞ Anjou Jolán

#### Burgund–Nevers-i ág
(A1) II. Fülöp, Nevers grófja (1389–1415)
∞ Isabelle de Coucy
(B1) Fülöp herceg (1410–1415 előtt)
(B2) Margit hercegnő (1411–1412 előtt)
∞ Bonne d’Artois
(B3) I. Károly, Nevers grófja (1414–1464)
∞ Marie d’Albre
(B4) II. János, Nevers grófja (1415 körül –1491)
∞ Jacqueline d’Ailly
(C1) Erzsébet hercegnő (1439 körül –1483)
∞ I. János klevei herceg
(C2) Fülöp herceg (1446–1452)
∞ Pauline de Brosse
(C3) Sarolta hercegnő (1472 körül –1500)
∞ John d’Albret

## Fordítás
- Ez a szócikk részben vagy egészben  a   House of Valois-Burgundy című angol Wikipédia-szócikk fordításán alapul.  Az eredeti cikk szerkesztőit annak laptörténete sorolja fel. Ez a jelzés csupán a megfogalmazás eredetét és a szerzői jogokat jelzi, nem szolgál a cikkben szereplő információk forrásmegjelöléseként.